# 埃尔温·布鲁诺·克里斯托费尔
埃尔温·布鲁诺·克里斯托费尔（Elwin Bruno Christoffel，1829年11月10日—1900年3月15日），19世紀德國數學家。

## 生平
克里斯托费尔生於蒙紹（德国西部），中學時在科隆就讀文理中學，後进入柏林大学，受教於狄利克雷等教授。1856年以題為《電在均勻物體中的運動》(Bewegung der Elektrizität in homogenen Körpern)的論文獲得博士學位。1859年他當上柏林大學的私人講師。3年後他往瑞士的苏黎世联邦理工学院接替了里夏德·戴德金的位置。之后又在柏林工業學院(Gewerbeakademie)任教，接着1872年他在斯特拉斯堡大学作教授，直到1894年退休。1900年在斯特拉斯堡逝世。

## 工作
克里斯托费尔研究共形映射、位势论、黎曼o函数、张量分析、不變量理論、数学物理、大地测量学和声波（激波）。
他的化歸定理解決了二次微分形式的局部等價問題。

## 影响
以他为名的有克里斯托费尔符号，令张量分析可以清楚表達，一直使用到现在。